# Kur (Wappengemeinschaft)
Kur (Kur Biały, Kokot) ist eine polnische Wappengemeinschaft, in der verschiedene Familien des polnischen Adels (Szlachta) in der Zeit des Königreichs Polen und der polnisch-litauischen Union vereint waren.

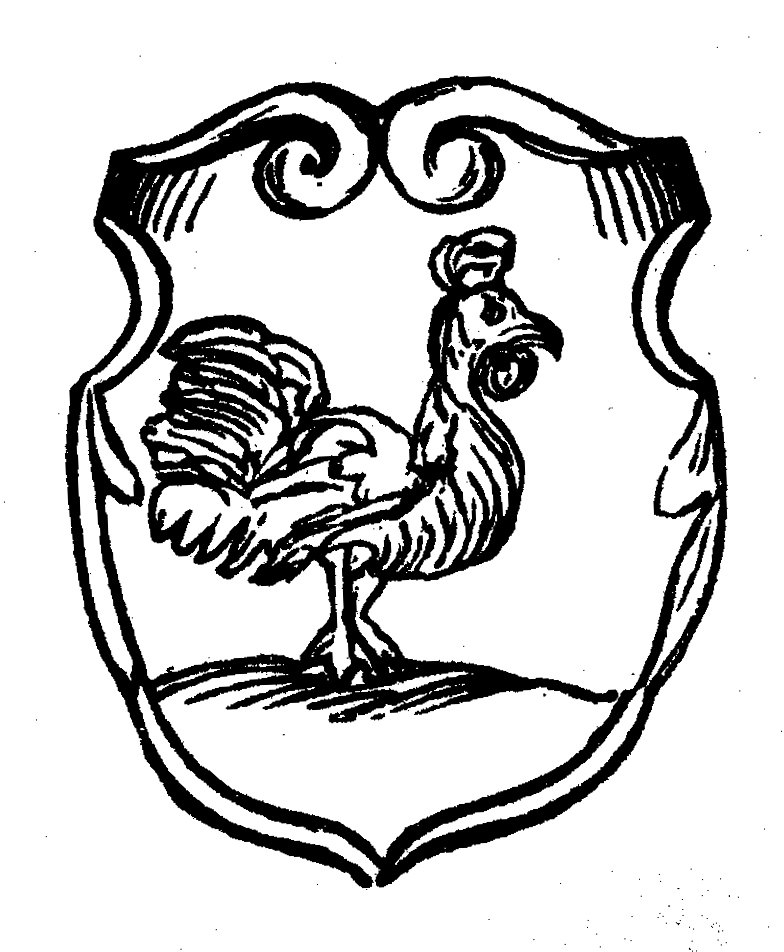
Illustration von Bartosz Paprocki 1584

## Bekannte Familienmitglieder
- Mikołaj Kiczka
- Klemens Kurowski
- Czesław Kurowski